# 鍾易禮
鍾易禮（英語：Angus Chung Yik Lai；1996年9月6日—），人稱「大逃禮」、「禮仔」，是香港賽馬會所屬自由身騎師，曾跟隨練馬師告東尼學藝，現時他在一般讓磅賽事獲讓兩磅優惠。

## 經歷
鍾易禮於嶺南衡怡紀念中學畢業以及完成專上教育高級文憑課程後，2016-17年球季香港甲組聯賽足球隊油尖旺足球隊效力，於14場聯賽比賽上陣。2017年9月加入見習學員培訓計劃，並於2019年12月18日前往澳洲阿德萊德接受海外訓練。2022年馬季，他在當地贏得超過50場頭馬，位列南澳洲騎師榜前列位置，截至來港前於澳洲一共取得76場頭馬。

### 2022/2023年度馬季
2022年6月10日，鍾易禮獲香港賽馬會牌照委員會發出2022/2023年度馬季在港見習騎師牌照。牌照委員會同時宣佈，他在未獲得管理層批准之前，暫不可在跑馬地馬場的任何賽事中策騎出賽。
2022年7月19日，馬會管理層決定指派鍾易禮跟隨練馬師告東尼學藝，令他成為繼謝中瀚、徐君禮、蔡明紹及吳嘉晉後，出道時第五位被派往跟隨告東尼的見習騎師。
2022年9月11日，鍾易禮首次以見習騎師身份在沙田馬場上陣，正式展開在香港的策騎事業。他於當日獲安策騎「摘星光輝」、「錶之未來」、「源源動力」、「紅衣震撼」、「加州得迅」及「綫路之星」共六匹坐騎。雖然當天他未取得任何頭馬進帳，但仍先後憑策騎「摘星光輝」跑入一席第三、「紅衣震撼」跑入一席第二及「綫路之星」跑入一席第四的不俗成績。
2022年9月18日，鍾易禮於沙田馬場第3場賽事憑策騎賀賢馬房的「合衷共濟」勝出，打開在港勝利之門。
2022年10月27日，鍾易禮獲管理層批准，准許他由2022年11月2日起可接受跑馬地馬場賽事的策騎聘約。
2023年3月19日，鍾易禮於沙田馬場第二場賽事憑策騎葉楚航馬房的「盛世名駒」勝出其在港第20場頭馬，使他日後在一般讓磅賽事獲減至讓7磅優惠。

### 2023/2024年度馬季
2023年10月11日，鍾易禮於跑馬地馬場合共策騎五匹坐騎，結果他全晚取得二冠一亞的佳績，以30分首度勝出騎師王。
2023年11月1日，鍾易禮於跑馬地馬場合共策騎九匹坐騎，結果全晚取得三冠一亞共42分的佳績勝出騎師王，刷新其騎師王分數記錄。
2023年11月5日，鍾易禮再下一城，首次於沙田馬場勝出騎師王。鍾易禮當日合共策騎九匹，憑兩冠三亞一季共46分的佳績，再次刷新其騎師王分數記錄兼首次連續兩個賽馬日勝出騎師王。此外，鍾易禮於沙田馬場第10場賽事憑策騎「飛鷹翱翔」勝出其在港第45場頭馬，使他日後在一般讓磅賽事獲減至讓5磅優惠。
2024年5月1日，鍾易禮於跑馬地馬場合共策騎九匹坐騎，在第九場策騎「顏色大皇」贏得在港第70場頭馬，正式成為自由身騎師，使他日後在一般讓磅賽事獲減至讓3磅優惠。賽後，香港賽馬會賽馬事務執行總監夏定安於畢業禮上，頒發紀念銀碟予鍾易禮。
鍾易禮在2023/2024年度馬季以46場頭馬佳績登上本地騎師榜榜首，首度榮膺告東尼獎。2024年7月14日（馬季煞科日），由告東尼親自頒發告東尼獎予鍾易禮，乃繼蔡明紹後其第二位告東尼的徒弟奪得該獎項。

### 2024/2025年度馬季
2025年2月9日，鍾易禮於沙田馬場第九場賽事策騎的14號馬「保羅傳奇」在直路時失蹄墮馬，隨後的二匹馬（分別為潘頓策騎的8號馬「銀亮奔騰」、楊明綸策騎的5號馬「健而快」）相繼撞上墮馬，在場救護人員檢查後，被送往威爾斯親王醫院治理，掃描檢查結果證實面部有瘀傷。但他當天餘下的坐騎「正氣青驅」及「美麗邂逅」則需要易配，當中第十場的「正氣青驅」易配巴度更加取勝而回。
2025年6月8日，鍾易禮於沙田馬場第六場賽事憑策騎告東尼馬房的「久久為軍」勝出其在港第95場頭馬，使他日後在一般讓磅賽事獲減至讓2磅優惠。

## 主要勝出賽事
香港
- 荃灣新市鎮六十週年紀念盃 -- 齊心同行 (2022)

- 仁愛堂盃 -- 天足貓 (2023)

- 怡和挑戰盃 -- 興高采烈 (2023)

- 中華游樂會挑戰盃 -- 我為您 (2023)

- 香港交易所盃 -- 天寅合一 (2023)

- 香港鄉村俱樂部挑戰盃 -- 幸運旅程 (2023)

- 香港中華總商會盃 -- 飛漲 (2023)

- 鄉議局盃 -- 樂滿貫 (2024)

- 紀利華木球會挑戰盃 -- 川河動駒 (2024)

- 怡和挑戰盃 -- 亞機拉 (2024)

- 廣東讓賽盃 -- 中華威威 (2024)

- 香港會挑戰盃 -- 勝萬金 (2025)

- 香港賽馬會社群盃 -- 得道猴王 (2025)

## 成就
- 告東尼獎 - (1) - (2023-2024年度馬季)

## 從騎成績
| 年度        | 冠 | 亞  | 季  | 殿  | 第五 | 出賽次數 | 所贏獎金（港元） | 備註                 |
| ----------- | -- | --- | --- | --- | ---- | -------- | ---------------- | -------------------- |
| 2022 - 2023 | 31 | 32  | 39  | 42  | 32   | 435      | $46,001,425      | 策騎首季             |
| 2023 - 2024 | 46 | 48  | 46  | 43  | 44   | 588      | $71,665,750      | 第2季 (告東尼獎得主) |
| 2024 - 2025 | 20 | 23  | 28  | 43  | 17   | 446      | $35,629,825      | 第3季                |
| 總計        | 97 | 103 | 113 | 128 | 93   | 1469     |                  |                      |

## 從騎資料
|                      | 日期          | 賽事                      | 場地 | 馬場       | 馬名     | 練馬師 | 名次 | 獨贏賠率 |
| -------------------- | ------------- | ------------------------- | ---- | ---------- | -------- | ------ | ---- | -------- |
| 初出賽               | 2022年9月11日 | 第五班 - 1600米           | 草地 | 沙田馬場   | 摘星光輝 | 鄭俊偉 | 3    | 3.9      |
| 首勝利               | 2022年9月18日 | 第四班 - 1200米           | 泥地 | 沙田馬場   | 合衷共濟 | 賀賢   | 1    | 2.6      |
| 級際賽初出賽         | 2024年1月10日 | 三級賽 - 1800米（一月盃） | 草地 | 跑馬地馬場 | 龍船狀元 | 告東尼 | 6    | 20       |
| 級際賽首勝利         | —             | —                         | —    | —          | —        | —      | —    | —        |
| 一級賽初出賽         | —             | —                         | —    | —          | —        | —      | —    | —        |
| 一級賽首勝利         | —             | —                         | —    | —          | —        | —      | —    | —        |
| 四歲系列經典賽初出賽 | —             | —                         | —    | —          | —        | —      | —    | —        |
| 四歲系列經典賽首勝利 | —             | —                         | —    | —          | —        | —      | —    | —        |

## 外部連結
- 鍾易禮的X（前Twitter）